# Charles Stark Draper
Charles Stark Draper (Windsor, 2 de outubro de 1901 — Cambridge, 25 de julho de 1987) foi um engenheiro estadunidense.
É frequentemente citado como o pai dos sistemas de navegação inercial.